# 鉄原郡
鉄原郡（チョルォンぐん、てつげんぐん）は、朝鮮半島中部にある郡である。歴史的には江原道に属した。現在は軍事境界線を挟んで、韓国の江原特別自治道と北朝鮮の江原道の双方に同名の行政区域がある。

## 地理
朝鮮八道の江原道の中西部に存在し、京畿道に接する。朝鮮八道の江原道では少ない平地である鉄原平野に位置する。この平野は周囲を高い山脈に囲まれた溶岩台地であり、平坦で水も豊富なことから穀倉地帯として知られていた。
朝鮮半島を横断する軍事境界線の中央部にあたる。人間による開発の手が及ぶことがなくなった軍事境界線付近は、渡り鳥の飛来地としても有名である。

### 気候
北朝鮮国境に近く、韓国で最も寒さの厳しい地域であり、厳冬期には－20度を下回ることも少なくない。
- 最高気温極値38.4℃（2018年8月1日）
- 最低気温極値-29.2℃（2001年1月16日）

|               | 1月   | 2月  | 3月  | 4月  | 5月   | 6月   | 7月   | 8月   | 9月   | 10月 | 11月 | 12月 | 年     |
| ------------- | ----- | ---- | ---- | ---- | ----- | ----- | ----- | ----- | ----- | ---- | ---- | ---- | ------ |
| 平均気温（C） | -5.3  | -2.6 | 3.4  | 10.4 | 16.0  | 20.7  | 23.7  | 24.0  | 18.5  | 11.2 | 4.2  | -2.3 | 10.2   |
| 最高気温（C） | 0.8   | 3.8  | 9.8  | 17.6 | 22.3  | 26.1  | 28.0  | 28.9  | 24.8  | 18.6 | 18.6 | 3.4  | 16.2   |
| 最低気温（C） | -10.9 | -8.6 | -2.5 | 3.3  | 10.1  | 15.9  | 20.2  | 20.0  | 13.3  | 4.9  | -1.2 | -7.6 | 4.7    |
| 降水量（mm）  | 21.8  | 25.1 | 41.9 | 53.4 | 108.9 | 134.0 | 376.6 | 304.8 | 143.8 | 45.9 | 56.2 | 23.3 | 1335.7 |

## 歴史

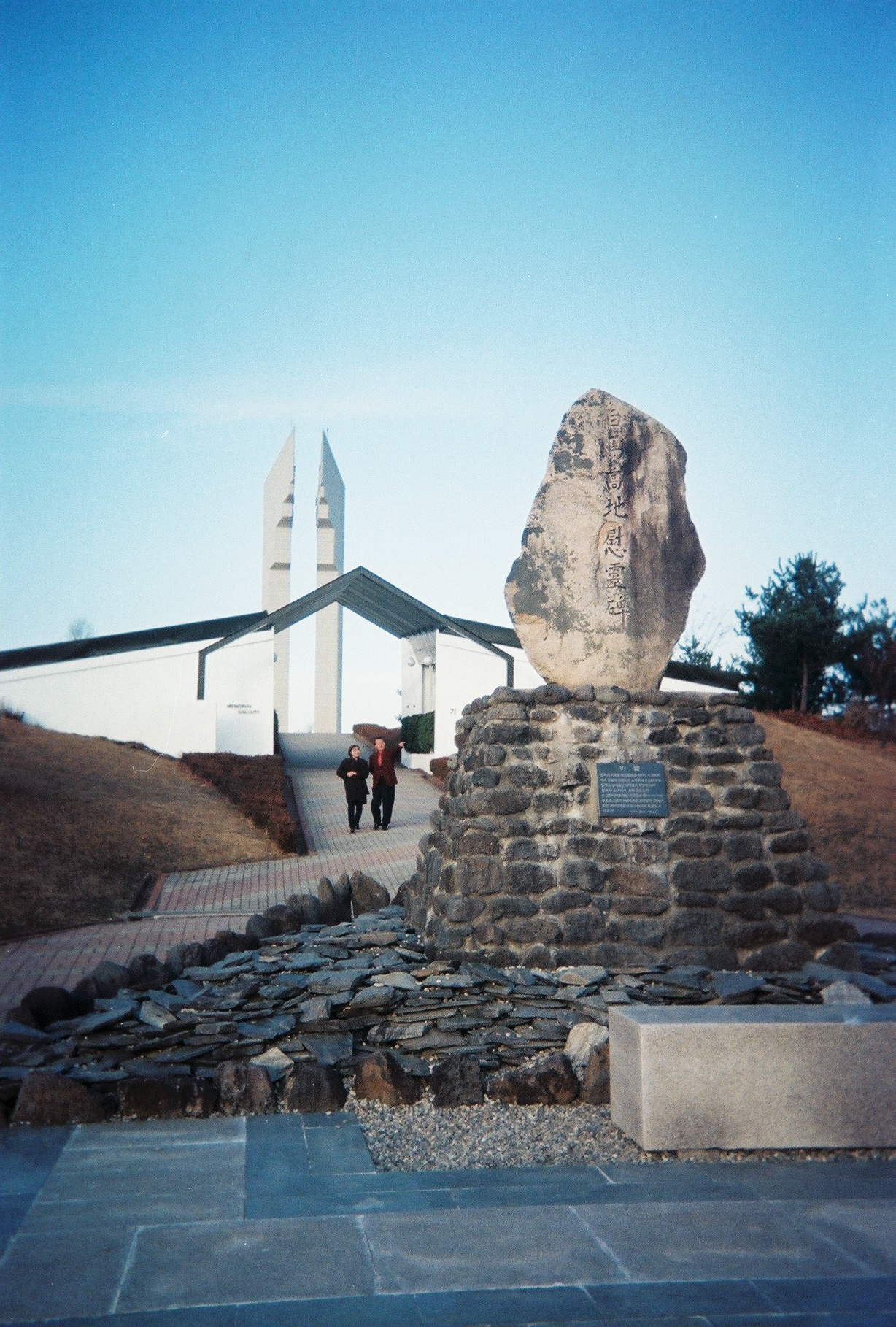
白馬高地戦跡記念碑

古代には高句麗に属した領域で、鉄円または毛乙冬非と呼ばれた。統一新羅時代に景徳王によって鉄城に改称された。新羅末の動乱期には弓裔が鉄円（鉄原）に首都を置いた。高麗が建国されると鉄原と改められ、次いで東州と改められた。朝鮮王朝時代以来、鉄原には都護府が置かれ、付近の行政の中心となり、江原道に属した。
植民地時代は郡内を京元線が貫き、鉄原駅からは金剛山電気鉄道が分岐して金剛山観光の拠点となっていた。鉄原邑には京城地方法院鉄原支庁・鉄原中学・鉄原高女・鐘紡の工場があり、江原道北部地域の交通・行政・農商工業の中心であった。
日本が敗戦を迎えると、38度線以北であったこの地にはソ連軍が入り、全域が北側の統治体制の下に置かれた。朝鮮戦争時、特に双方が休戦交渉に向けて有利な状況を確保しようとした戦争末期において、鉄原・金化・平康を結ぶ地域は「鉄の三角地帯」と呼ばれ、寸土を争う激戦地となった。
休戦協定後、軍事境界線を境に北側と南側に同名の郡が存在している。ただし、軍事境界線の固定化と共に行政地域の再編が進展し、南北共に分断当時よりも広くなっている（詳細は当該項目参照のこと）。
鉄原のかつての中心部は、現在の韓国側の領域にあるが、激戦によって廃墟と化した。南北ともに、旧中心部から離れた場所に「鉄原」の名を持つ町を再建している。韓国側では鉄原駅跡に旧鉄原を描いた看板が立てられ、往時がしのばれている。

### 年表
- 新羅時代 - 鉄城と称する。
- 新羅末 - 弓裔が都を置く。
- 918年 - 鉄原に改称。
- 1018年 - 東州に改名。
- 1254年 - 州から県に降格。
- 1310年 - 鉄原府に復す。
- 1412年 - 都護府とする。

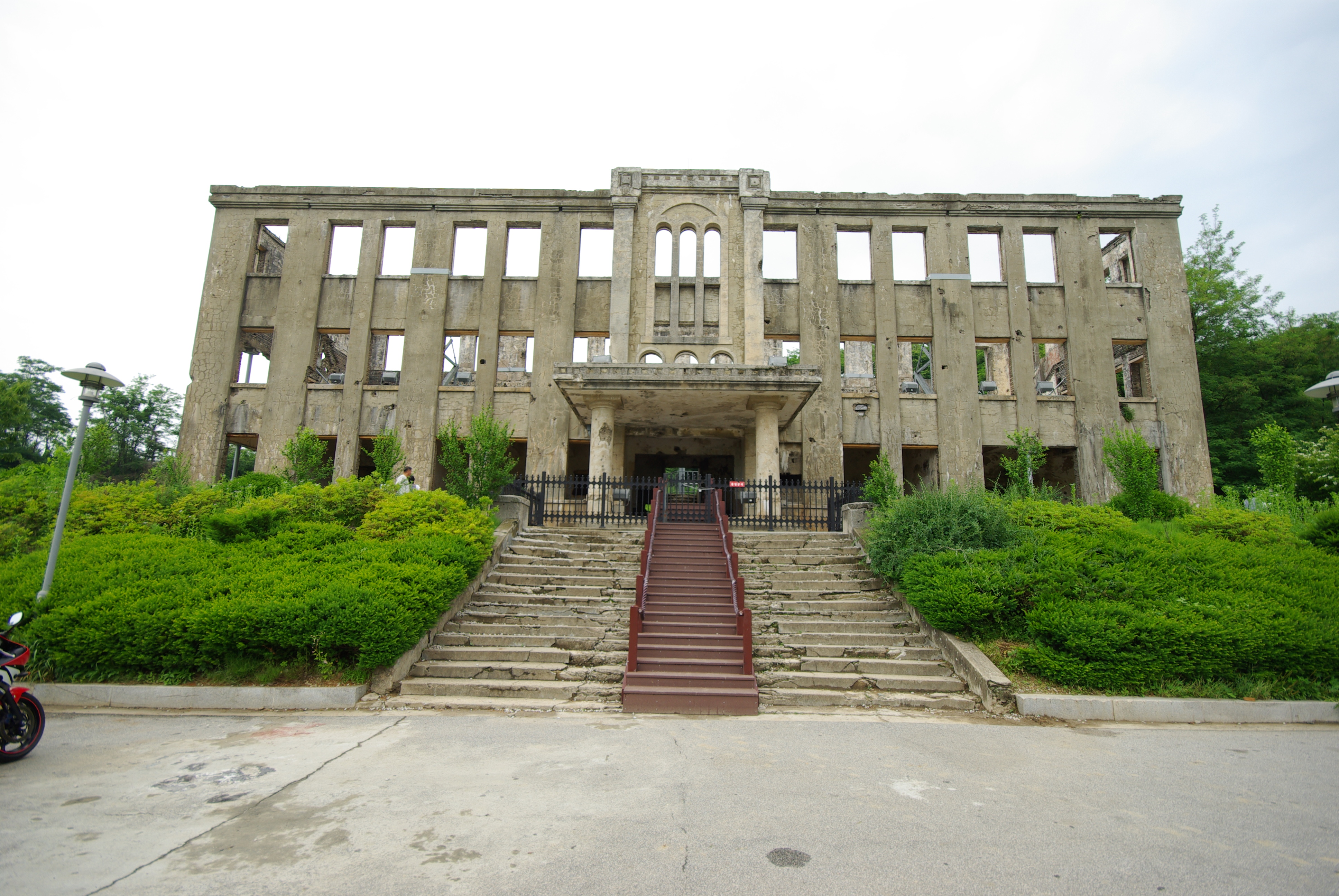
鉄原の労働党庁舎の廃墟

- 1444年 - 京畿道から江原道に移される。
- 1895年5月26日 - 春川府鉄原郡となる（二十三府制）。
- 1896年8月4日 - 江原道鉄原郡となる。
- 1914年4月1日 - 京畿道朔寧郡乃文面・寅目面・馬場面が鉄原郡に編入。鉄原郡に以下の面が成立（10面）。
  - 東松面・西辺面・葛末面・於雲洞面・北面・新西面・畝長面・乃文面・寅目面・馬場面
- 1917年3月1日 （10面）
  - 西辺面が鉄原面に改称。
  - 於雲洞面が於雲面に改称。
- 1931年4月1日 - 鉄原面が鉄原邑に昇格（1邑9面）。
- 1945年8月15日 - ソ連軍管理下に置かれる。

### 行政

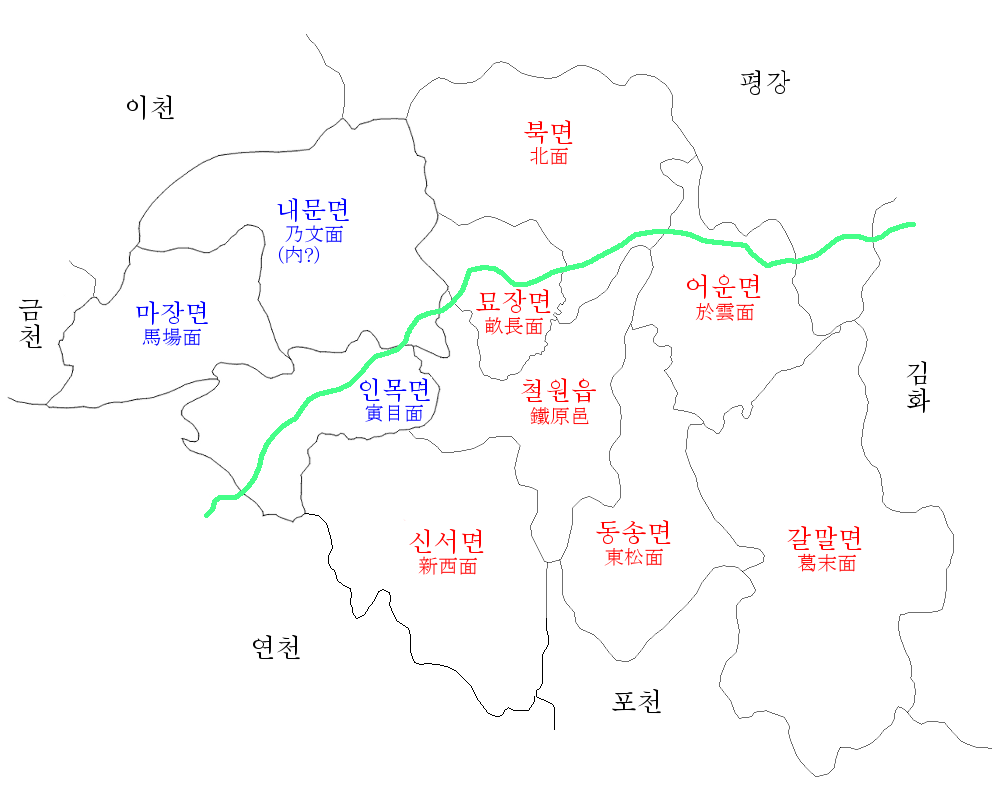
1932年～1945年の鉄原郡の地図。緑線が後の軍事境界線。青色で表示された3つの面は朔寧郡から編入された地域

1931年の鉄原邑昇格以降、以下の邑面が置かれていた。
- 鉄原邑
- 東松面・葛末面・於雲面・北面・乃文面・馬場面・寅目面・畝長面・新西面